# 大日本警察の歌
「大日本警察の歌」（だいにほんけいさつのうた）は、1935年（昭和10年）に制定された日本の警察歌である。作詞・北原白秋、作曲・山田耕筰。
本項では、同時に制定された「警察行進曲」（作詞・作曲は同上）についても解説する。

## 解説
日本の警察において最初の本格的な警察歌とされるのは1920年（大正9年）に警察講習所の提唱で制定された「我帽章の朝日影」（作詞：山川吉雄、作曲：岡野貞一）とされている。この歌は警察官の在るべき姿勢を謳い上げた内容から広く愛謡されたが、大正デモクラシーの挫折を経て国家主義の色彩が強まっていた昭和初期の時勢において、警察組織を所管していた内務省では「我帽章の朝日影」に代わる新たな警察歌の制定を企図し、警保局の委嘱により北原と山田に楽曲の作成を依頼した。
完成した楽曲の歌詞と楽譜は『警察協会雑誌』1935年（昭和10年）5月号で発表されたが、北原は同誌上で作詞の意図について次のように説明している。
こうした意図より新警察歌制定と併せ、国民に対して警察官の職務に親しんでもらうことを目的に「警察行進曲」が同じく北原と山田のコンビによって作られた。この2曲は日本コロムビアによってレコードへ吹き込まれ、全国警察部長会議の場で配布されたのを始め警察協会を通じて大量注文を受けることによって普及が図られた。
戦後は皇国史観に基づいた歌詞が日本国憲法に掲げる民主主義の理念と相容れないものとして廃絶され、国家地方警察により改めて「新しき日のわれら」と「春はほのぼの」の2曲が制定されたが、前者に関しては引き続き山田が作曲を手掛け、北原の弟子に当たる大木惇夫が作詞している。

## 歌詞
「大日本警察の歌」は歌詞・旋律とも著作権の保護期間を満了し、パブリックドメインとなっている。